# Cryptozoa
Cryptozoa (phát âm IPA: /ˌkriptəˈzōə/) là tên gọi chung của các loài động vật không xương sống trên cạn, kích thước nhỏ, chỉ sinh sống ở những nơi tối tăm, độ ẩm tương đối cao, như trên bề mắt đất ẩm dưới đá tảng, các lỗ hay hang nhỏ, dưới tầng thảm cây phân hủy, v.v. Ví dụ như bò cạp giả, sên, rết, cuốn chiếu và côn trùng cánh da. Môi trường sống của cryptozoa cho phép tránh sự biến động của nhiệt độ và độ ẩm, làm cho thành phần loài của nhóm này đa dạng đáng kể. Cryptozoa không phải là một đơn vị phân loại, mà chỉ là tập hợp các động vật chân đốt gồm rất nhiều đơn vị phân loại khác nhau, nhưng được chú ý vì phản ánh độ màu của đất và có thể có nhiều loài sinh vật chưa được đặt tên.

## Môi trường sống
Đôi khi được gọi là hốc ẩn nâp, môi trường sống cho phép sự sống của cryptozoa được đặc trưng bởi sự che chắn của các nguồn ánh sáng bên ngoài, với nhiệt độ ổn định và mát mẻ và độ ẩm cao. Mùn rừng và rác lá có thể cung cấp các điều kiện cần thiết cho cuộc sống của cryptozoa một phần là do sự che chắn từ những cây xung quanh. Tuy nhiên, rừng cây ôn đới không phải là nơi duy nhất cho môi trường sống như vậy: vùng nhiệt đới và sa mạc thường thích hợp cho tiền điện tử, chẳng hạn như bọ cạp hoặc Solifugae.

## Ví dụ

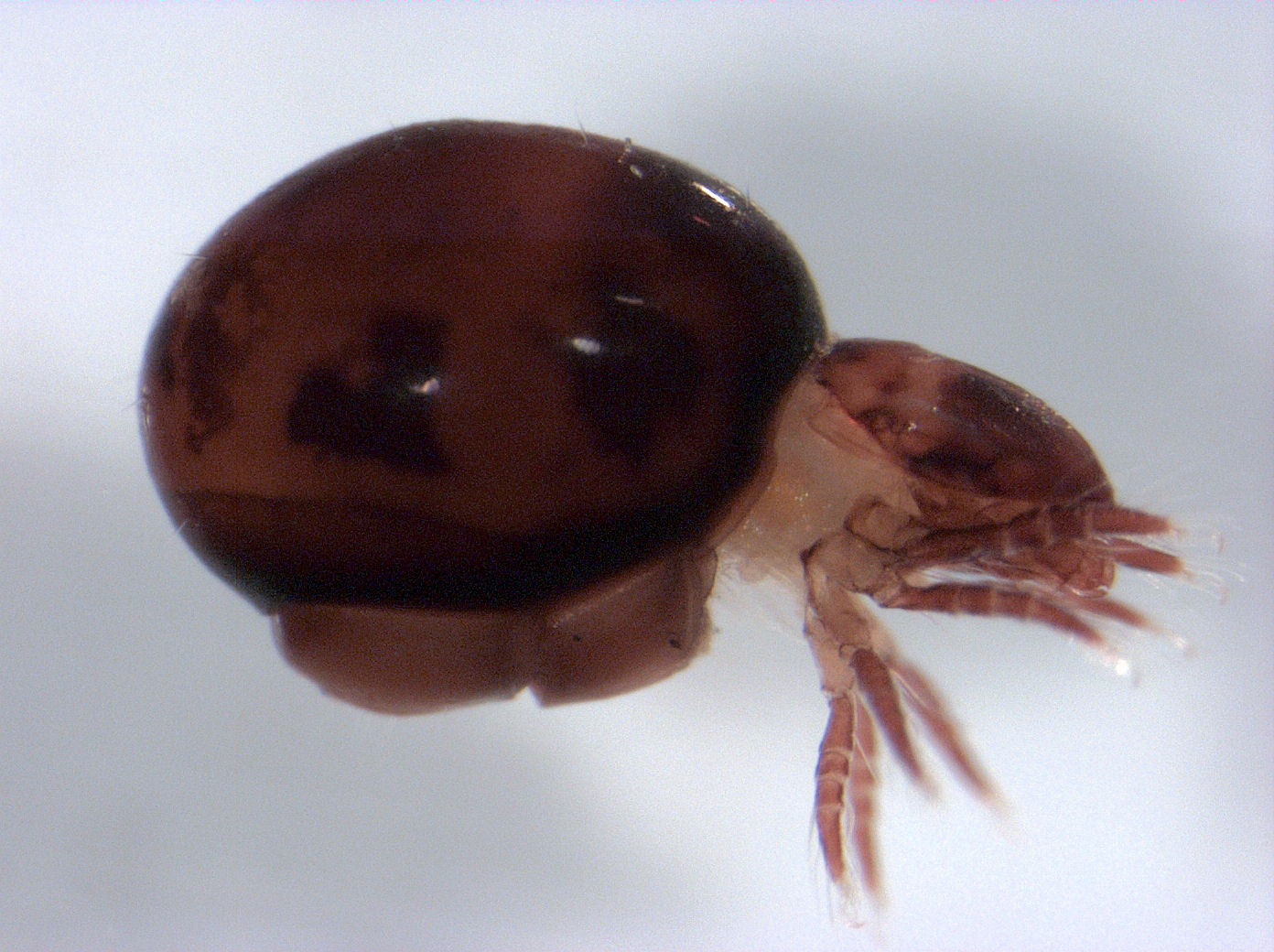
Oribatida, được coi là một thành viên của cryptozoa.

Ví dụ về các loài cryptozoa bao gồm sâu đất, amphipod, pill-woodlice, rết, cuốn chiếu viên, anh vĩ, bọ cạp giả và bọ ve oribatid.